# Poligon concav

Un exemplu de poligon concav

Un poligon concav și triangularea sa

Despre un poligon simplu care nu este convex se spune că este concav, sau neconvex. Un poligon concav va avea întotdeauna cel puțin un unghi interior cu o măsură între 180° și 360°.
Unele drepte care conțin puncte interioare ale unui poligon concav intersectează frontiera acestuia în mai mult de două puncte. Unele diagonale ale unui poligon concav pot avea părți care se află în afara poligonului sau pot fi chiar în întregime în afara lui. Unele drepte care conțin laturi ale unui poligon concav nu pot diviza planul în două semiplane dintre care unul să conțină tot poligonul. Niciuna dintre aceste trei afirmații nu este valabilă pentru poligoanele convexe.
Ca și la poligoanele simple, suma unghiurilor interne a unui poligon concav este {\displaystyle \pi \times ;(n-2)} radiani, adică {\displaystyle 180\times ;(n-2)} grade (°), unde n este numărul laturilor.
Este întotdeauna posibil ca un poligon concav să fie divizat într-o mulțime de poligoane convexe. Un algoritm în timp polinomial care descompune un polinom concav în cât mai puține poligoane convexe a fost descris de Bernard Chazelle și David Dobkin în 1985.
Un triunghi nu poate fi concav, dar există poligoane concave cu n laturi pentru orice n > 3. Un exemplu de patrulater concav este un romboid în formă de vârf de săgeată.
La un poligon concav cel puțin unul dintre unghiurile interioare nu conține toate celelalte vârfuri ale poligonului pe laturile sale sau în interior.
Înfășurătoarea convexă a vârfurilor poligonului concav (identică cu înfășurătoarea convexă a laturilor sale) conține puncte care sunt în exteriorul poligonului.